# 柴電潛艇

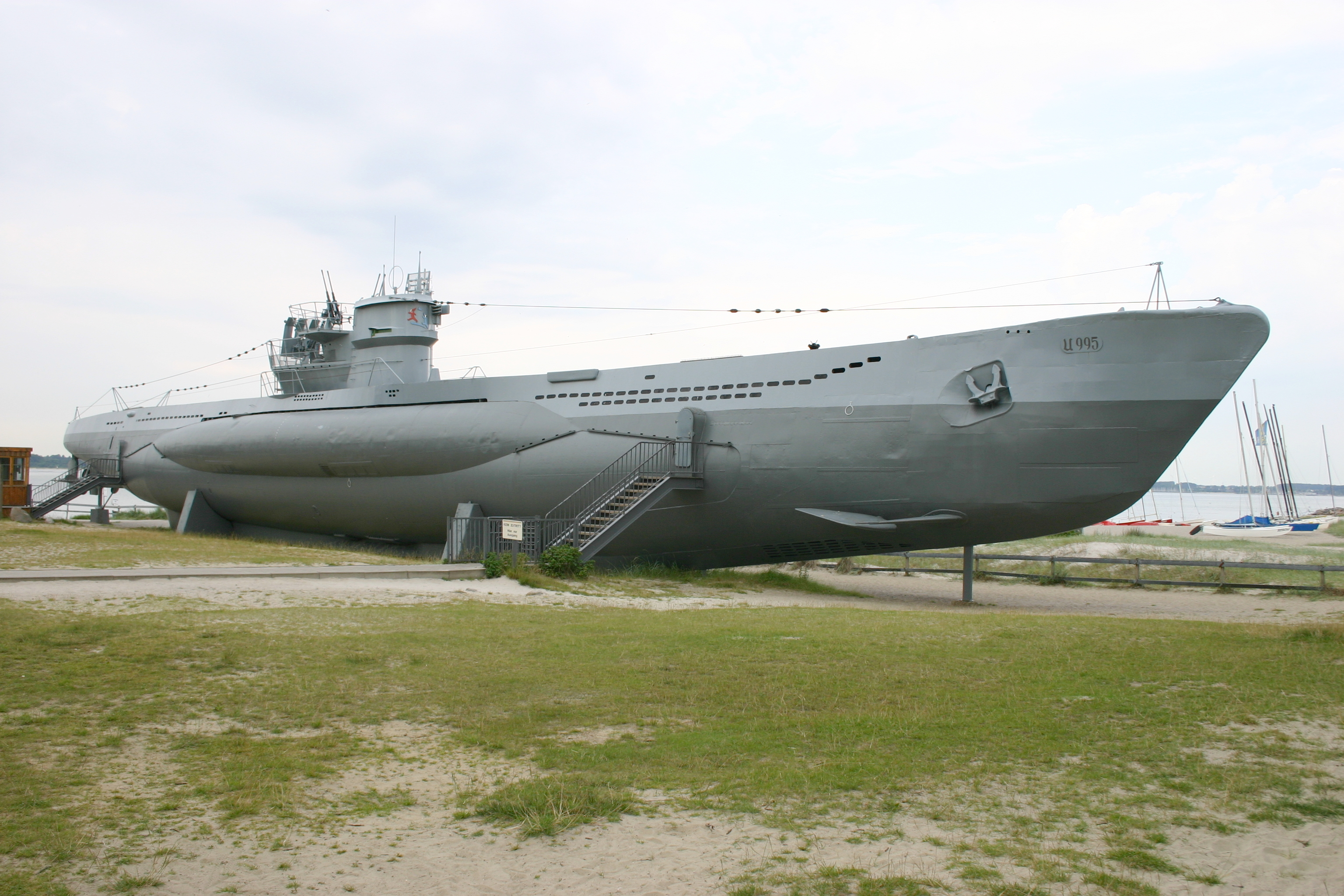
二戰德國的U7型潛艇是典型的柴電潛艇

柴电动力潜艇或柴電潛艇（英語：diesel-electric submarine），也称常规动力潜艇（conventionally powered submarine）或常规潜艇（conventional submarine），是以柴油发动机与电动机和蓄电池一起产生混合动力（柴電動力）驱动行驶的潛艇，大多都是仅使用鱼雷的攻擊型潛艇。柴電潛艇發明於20世紀早期，在第一及第二次世界大戰期间是用来切断海运的一种主要武器，至今仍是全世界大多數国家海军的主力潛艇。

## 設計

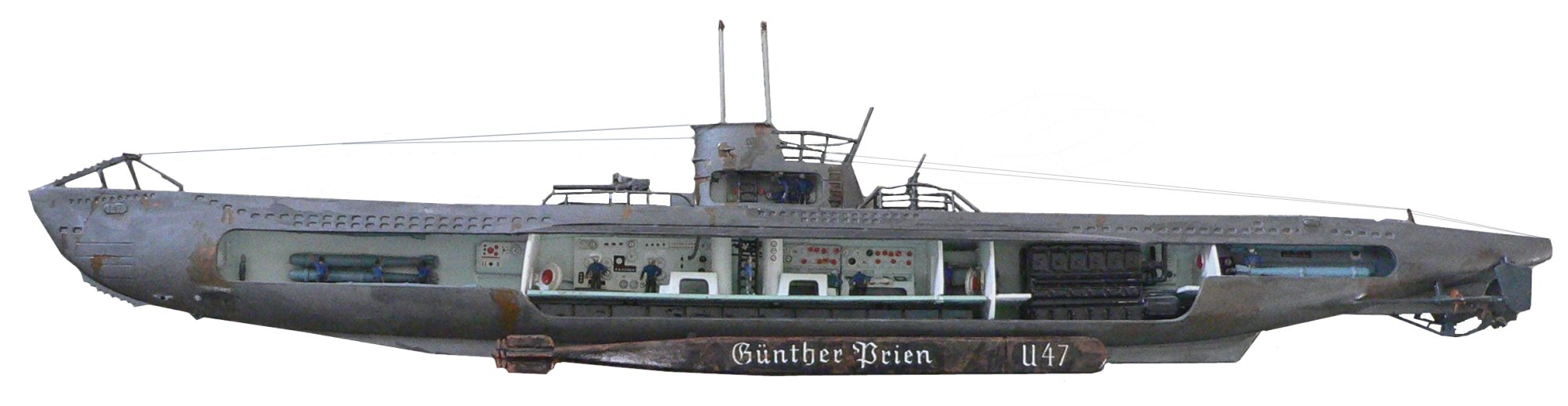
圖示為二戰德國U艇的內部構造，這是典型的柴電潛艇內部構造

柴電潛艇的動力有兩組，一組是柴油發動機而另一組是電動機，柴油發動機主要用於在水上航行同時為其鉛酸電池充電（新一代潛艇可能採用鋰離子電池，續航時間較久、但鋰離子電池安全性較低），這時航速大約為10至15節而電動機會作為發電機，當充電完畢而要潛航就把柴油發動機關掉以免在水中會耗盡潛艇內的氧氣而造成水兵缺氧而死，同時把先前在鉛酸電池的電能來開動電動機去推動潛艇前進，這時若為高航速大約為12至20節而能潛航一小時，若為低航速（2至4節）的話可潛航十多小時。
柴電潛艇通常都是在日間以低速潛航在水中，到了晚上可借黑夜則上浮至水面航行去充電，每次充電時間為10至12小時，現在使用快速充電器也要4至6小時。
柴電潛艇由於用電極為緊張而不能採用如核潛艇的電解海水法去為艇上的水兵製造氧氣，取而代之是採用超氧化鉀葯片去把水兵呼出來的二氧化碳循環成為氧氣，超氧化鉀葯片會以化學方法把二氧化碳的碳原子拿走而把二氧化碳變回氧氣，與此同時，超氧化鉀葯片會漸漸變黑而到最後不能再用。
總的來說，柴電潛艇祇能算是可潛航的船因為其水下的航行能力有限制而仍以水面航行為主，為了解決此缺點即是能加強柴電潛艇的水下航行能力，二戰時德國人曾在U艇安裝並使用通氣管，使用通氣管就能在潛望鏡深度開動柴油發動機推動潛艇潛航並充電，現在有些國家在柴電潛艇的基礎上發展出AIP潛艇但仍和真正的潛水艇也就是核潛艇有差距。
如前所講，柴電潛艇祇是可潛航的船故而在第一及第二次世界大戰時皆大多採一般船隻的船身，但在二戰後的柴電潛艇的船身已改為抹香鯨形甚至和核潛艇一樣的水滴形，現代柴電潛艇已把通氣管作為標準設備，有些柴電潛艇的柴油發動機祇用作發電，航行完全靠電動機，這樣是為了減少嘈音。

## 圖片

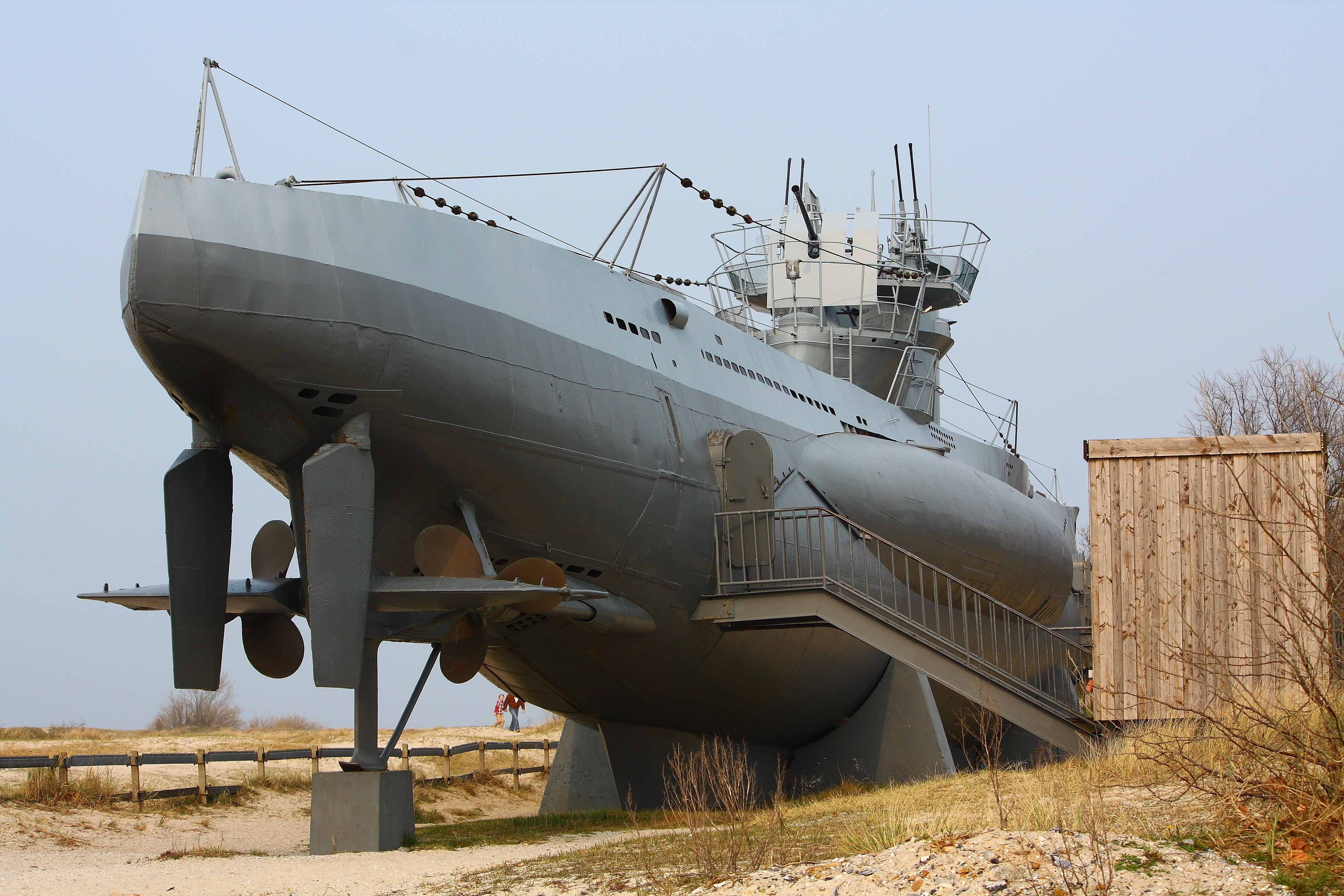
此相片清楚見到在U艇尾部有左右各一螺旋槳，內裡各有一組柴油發動機加電動機混合動力系統
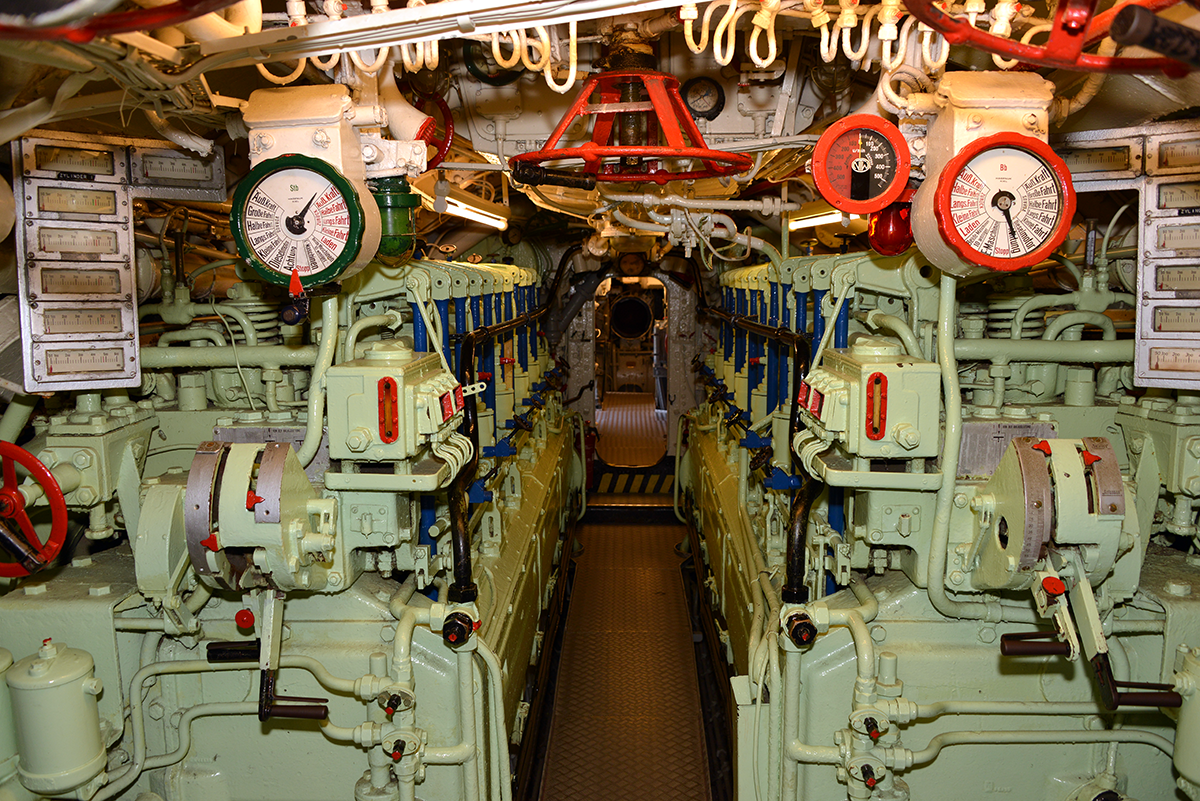
U艇內部左右各一組柴油發動機
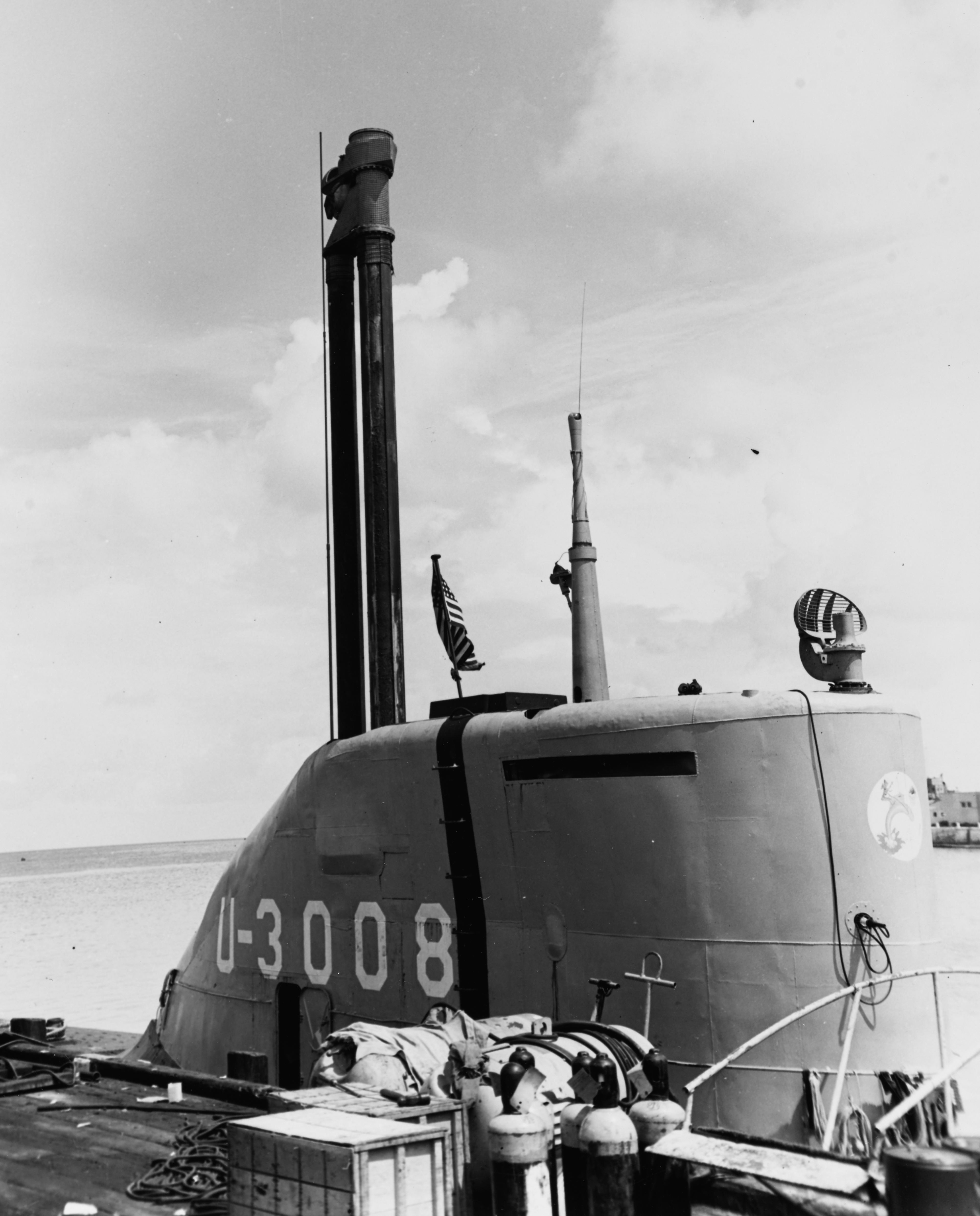
潛艇的通氣管
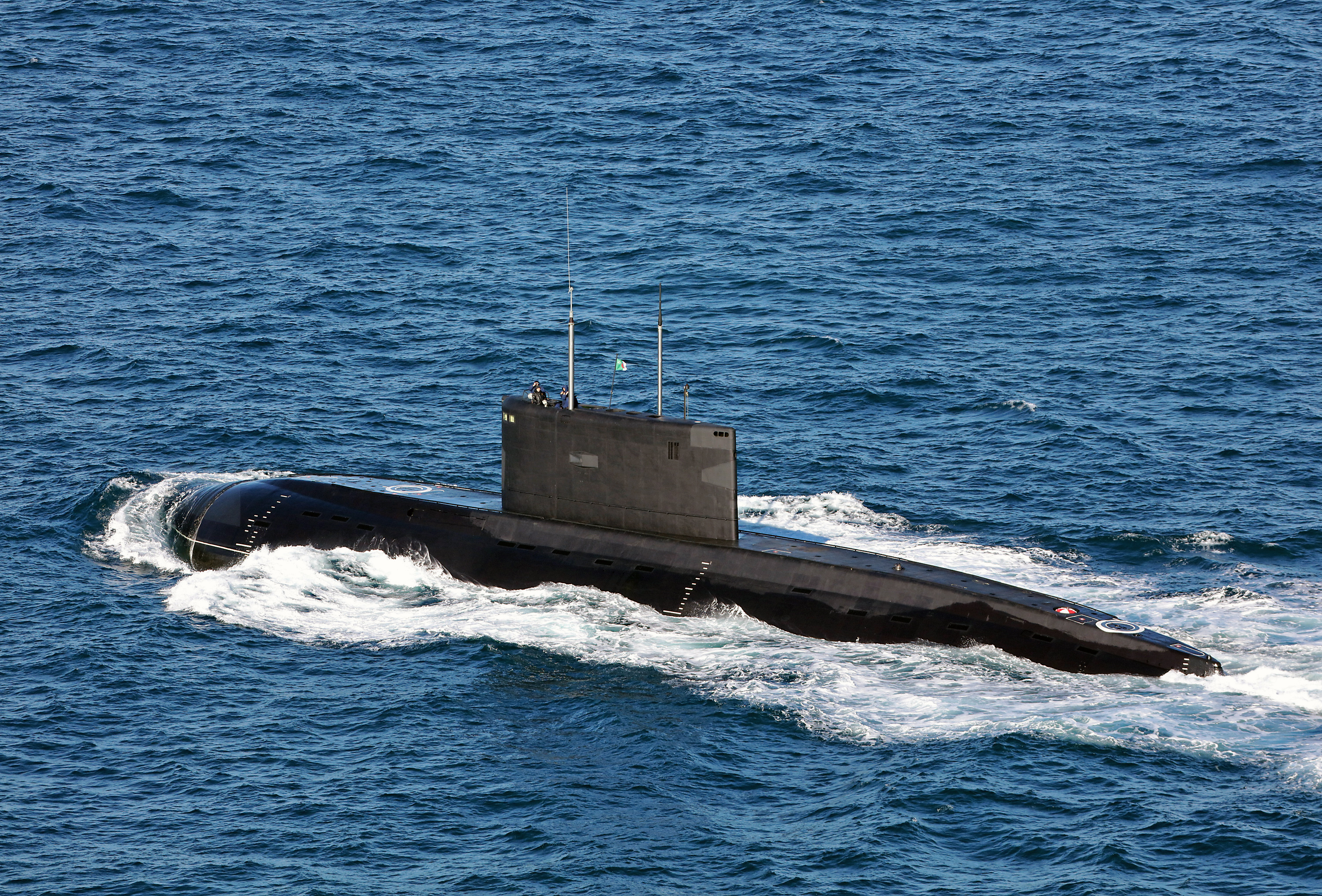
採用水滴形船身的俄羅斯基洛級潛艇
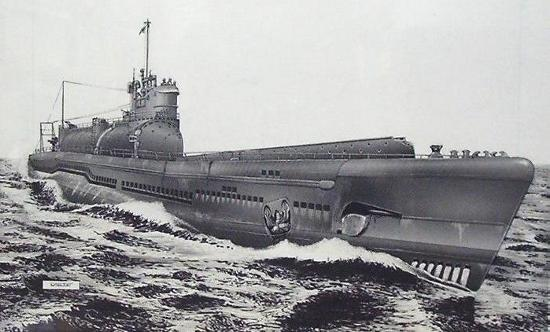
日本伊四百型潛艦
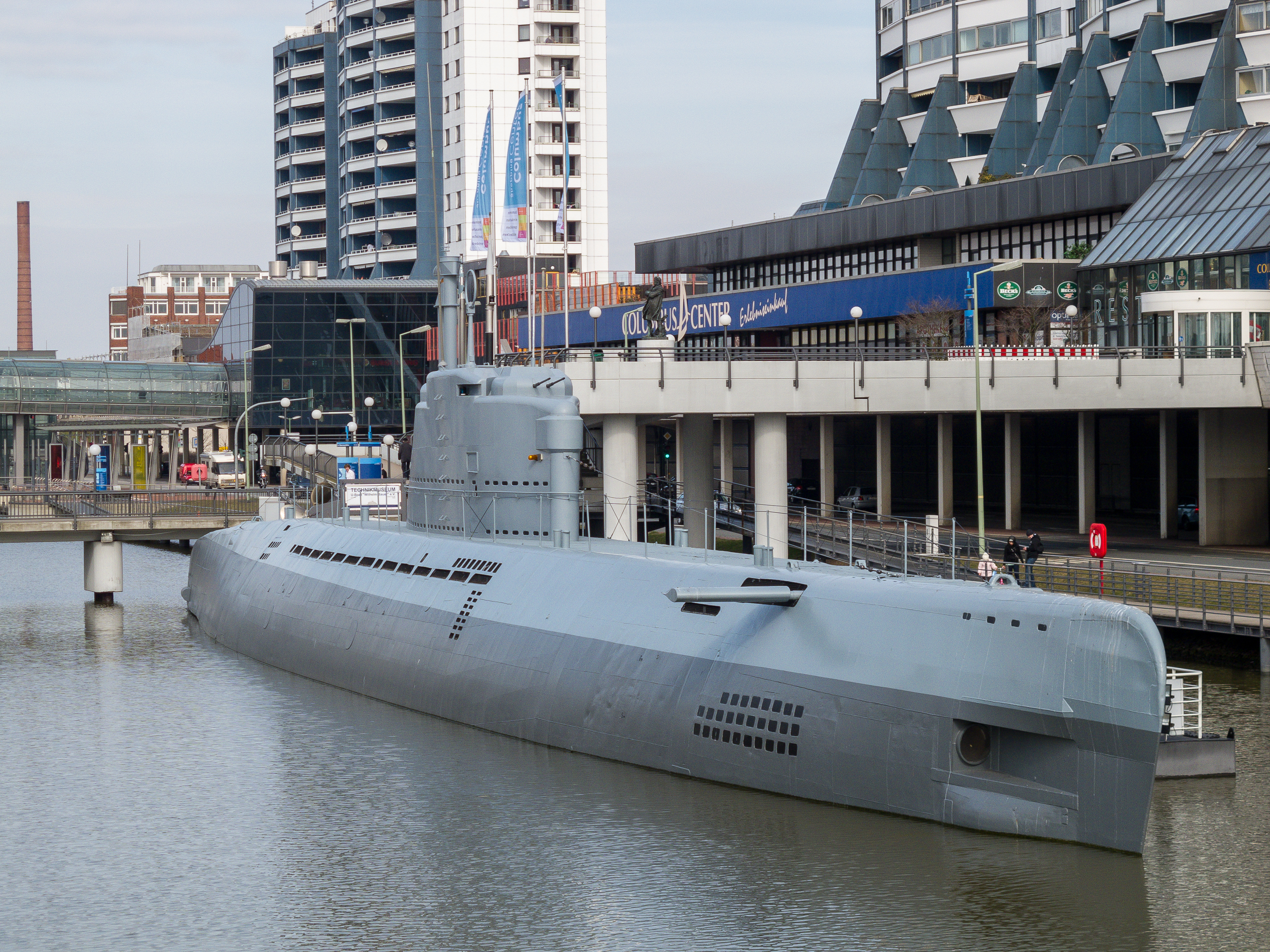
德國XXI級潛艇
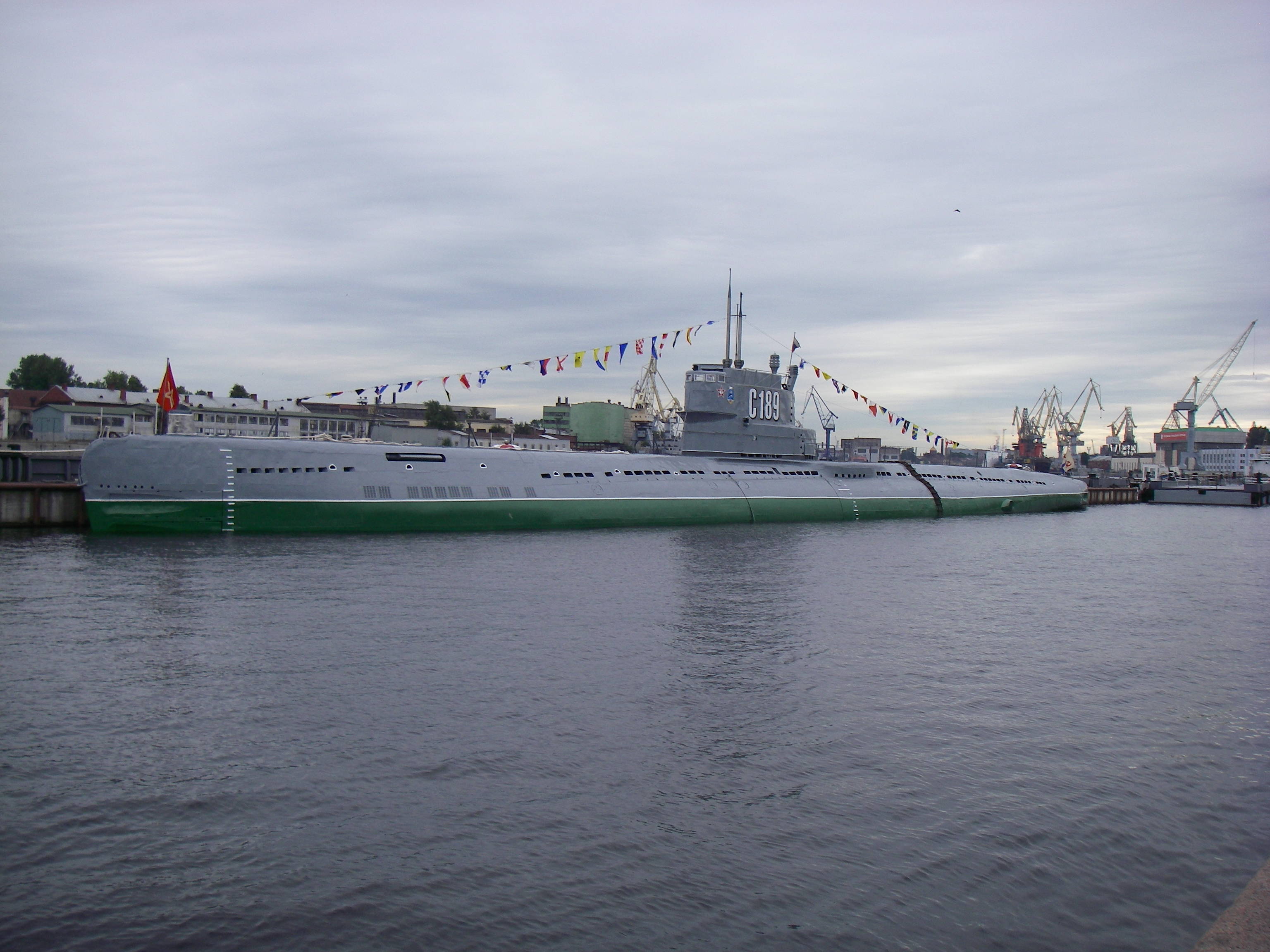
前蘇聯W級柴電潛艇

## 歷史

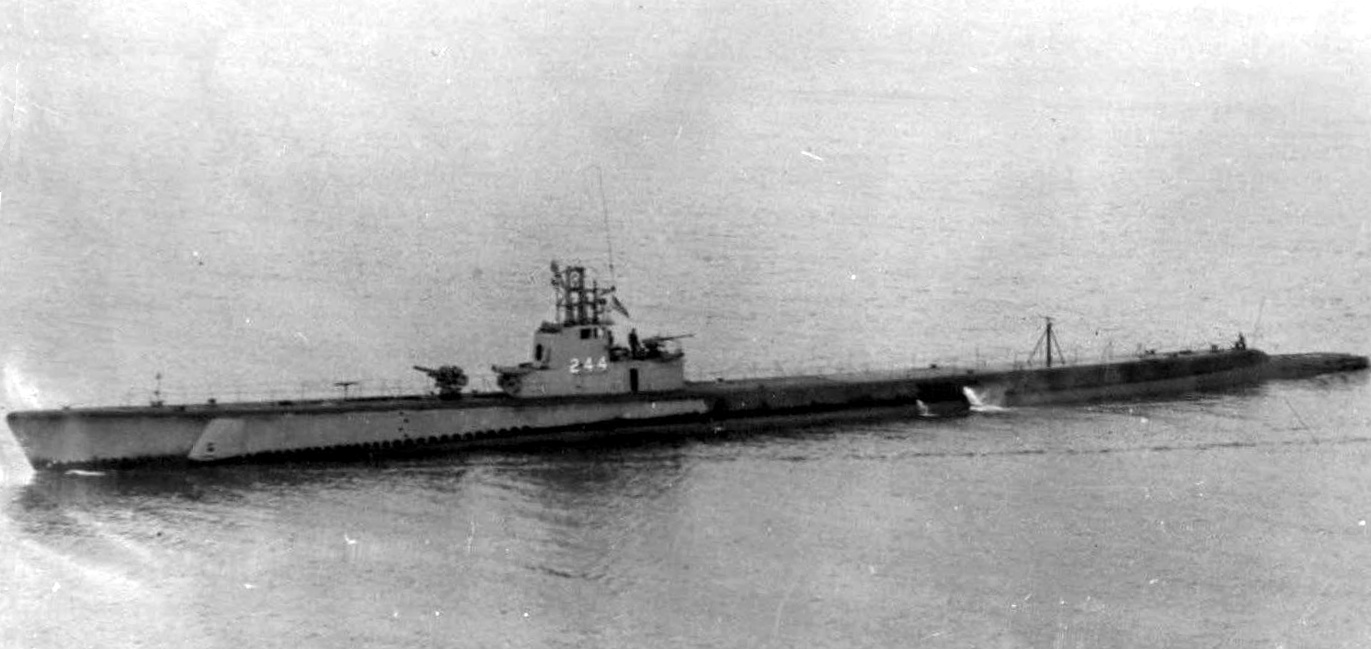
美國海軍潛艇在二戰後期在日本近海浮上水面作為拯救落海美軍飛行員的救生艇，請留意這艘潛艇仍採用一般船隻的船身設計

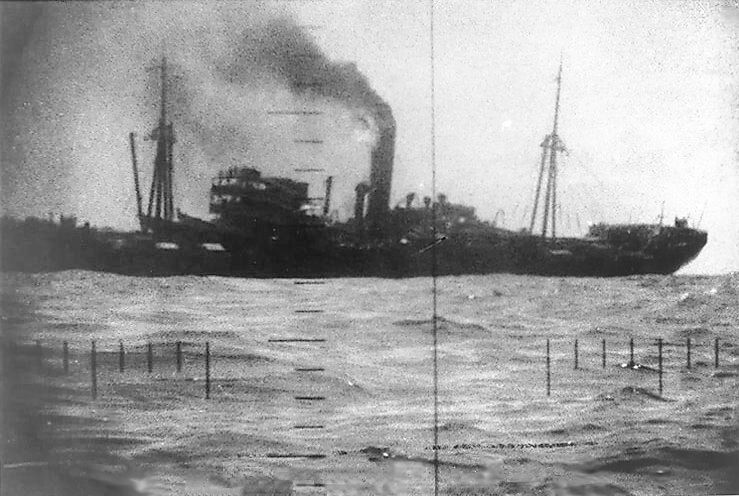
美國潛艇的潛望鏡當中的日本貨船

潛艇出現在19世紀後期，美國南北戰爭當中就有使用潛艇但這是人力潛艇，隨著20世紀柴電潛艇出現才令潛艇進入實用化，在第一次世界大戰當中德國潛艇對英國發動無限制潛艇戰，德國潛艇採用單艇狩獵的方式而用魚雷大量擊沉英國貨船而嚴重打擊英國海上貿易和海上補給線，這樣幾乎令英國陷入經濟破產，但最終因為擊沉美國船而引至美國參戰。
到了第二次世界大戰德國潛艇改用狼群戰術也就是集體圍獵的方式去擊沉英國以及其他同盟國開往英國的貨船，而英國皇家海軍則採用護航船團和反潛機去對付德國潛艇，這就成了大西洋海戰。
至於在太平洋美日戰場也有另一場潛艇戰，美國海軍的潛艇（例如:貓鯊級）也以單艇狩獵的方式擊沉大批日本貨船並能成功斷絕日軍在太平洋的海上補給線，而隨著二戰後期美軍迫近日本本土並派出飛機空襲日本，美國潛艇甚至駛進日本近海並浮上水面作為拯救落海美軍飛行員的救生艇。
但當時不論是大西洋的德國潛艇還是太平洋的美國潛艇都有魚雷品質不佳的問題，當時最厲害的潛艇用魚雷是日本的九五式魚雷。
不同於德美兩國，日本在二次大戰的潛艇使用是以敵方軍艦而非貨船為主要目標，日本海軍甚至認為用潛艇擊沉貨船是浪費魚雷，除此之外，日本潛艇還作為太平洋島嶼上的日本兵運送補給，也運物資去歐洲以換取德國的裝備，也用作海上偵察故而有些更當作水上飛機母艦，運送和發射水上偵察機，最誇張就是伊四百型潛艦甚至運送和發射晴嵐水上攻擊機，但需要指出的是日本海軍的潛艇運用是把最重要的截斷敵方海上補給線的任務弱化，越俎代庖地執行一些原本不是潛艇應做的事，在二戰時美軍的海上補給線並無被日本潛艇截斷，因此日本的潛艇運用是錯誤的。
二次大戰末期，德國推出革命性的XXI級潛艇，這種柴電潛艇的電池容量大幅增加並裝備有通氣管，其水下潛航的航程也因此大幅提高，其艇身採用了抹香鯨形，XXI級對二戰後的潛艇設計影響很大，例如：前蘇聯的W級潛艇和R級潛艇，這些前蘇聯的柴電潛艇也大量出口到發展中國家，這也令柴電潛艇比二戰前更普及。

## 現役潛艦（未完整）

### 中華民國（台灣）
- 海鯤級潛艦

### 中華人民共和國
- 039型潛艇
- 035型潛艇
- 039A/B/C型潛艦

### 俄羅斯
- 基洛級潛艇

### 日本
- 大鯨級潛艦
- 親潮級潛艇

## 流行文化
那些年來有關柴電潛艇的影視作品和電腦遊戲都以第一和第二次世界大戰為主，包括:

### 電影
- U-571風暴
- 從海底出擊
- 魔女潛艦

### 電腦遊戲
- 獵殺潛航系列

## 外部連結
- Silent Hunter II - Intro
- Silent Hunter 4 Wolves of the Pacific （页面存档备份，存于）
- UBOAT | HUGE CARRIER SUNK - FIRST LOOK WW2 SUBMARINE SIMULATOR | Uboat Gameplay （页面存档备份，存于）
- BOOT hunt scene HD
- U-Boats - The Most Feared Hunters of the Seas （页面存档备份，存于）
- 军武次位面 第二季 第31期 U艇狼群 （页面存档备份，存于）